# Diloba separata
Diloba separata là một loài bướm đêm trong họ Noctuidae.